# Angren (město)
Angren (do roku 1946 Angrenšachtstroj) je uzbekistánské město v Taškentské oblasti, nacházející se 78 km jihovýchodně od hlavního města Taškent. V roce 2014 ve městě žilo 175 400 obyvatel.

## Historie
V Angrenském údolí v povodí řeky Angren byly v roce 1936 provedeny první geologické průzkumy, které odhalily zdroje uhlí a kaolinu. V roce 1940 byl otevřen první uhelný důl, na jehož podporu došlo ke spojení vesnic Džhartepe, Turk, Tešik-Taš, Choichoa Džigiristan do osady Džigiristan, která byla 29. září 1940 přeměněna v sídlo městského typu Angrenšachtstroj. V roce 1941 byla v osadě založena železniční stanice, která se stala spojnicí s Taškentem.
Během druhé světové války se v okolí osady nacházely zajatecké tábory, v nichž byli internováni japonští váleční zajatci, kteří byli až do roku 1951 využíváni především k výstavbě pracovní osady a k rozvoji uhelných dolů.
Dne 13. června 1946 bylo výnosem prezidia Nejvyššího sovětu Uzbecké SSR sídlo městského typu Angrenšachtstroj povýšeno na město a přejmenováno na Angren.
Začátkem 50. let 20. století bylo zjištěno, že velká část města stojí nad uhelnými ložisky, proto v roce 1956 došlo k přesunu města o cca 7-8 km jihozápadním směrem. Původní budovy Angrenu ustoupily těžbě uhlí.
Angren byl důležitým průmyslovým městem Sovětského svazu. Do konce 60. let zažilo město fázi rychlého růstu, vznikaly nové ulice, náměstí a zcela nové čtvrti plné vícepodlažních budov. Na každou komsomolskou stavbu se do Angrenu sjížděli stavitelé, dělníci a kvalifikovaní odborníci z celého Sovětského svazu. Mnoho lidí zde muselo pracovat proti své vůli. Spisovatel Alexandr Solženicyn ve své knize Souostroví Gulag zmiňuje Angren jako jedno z měst, které vyrostlo „na kostech trestanců“.
Po rozpadu SSSR většina etnických Rusů a Tatarů opustila město. Ti, kdo odešli, byli většinou nejzkušenější pracovníci a odborníci, což v 90. letech ve městě přispělo k uzavření většiny továren. Dalšími faktory pro kolaps městské ekonomiky byly přerušené sovětské obchodní vazby, stárnoucí stroje a špatné postsovětské hospodářství. Angren bylo označováno jako město duchů. Na konci 90. let nefungovala většina inženýrských sítí, lidé byli bez elektřiny, plynu a tepla. Obyvatelé výškových budov si rozdělávali ohně u vchodů do budov, aby si uvařili nějaké jídlo či ohřáli vodu.
Kolem roku 2010 zde již prakticky nežili žádní obyvatelé evropského původu. Do Angrenu se stěhovali nevzdělaní přistěhovalci ze sousedních uzbeckých vesnic a z Ferganského údolí. V roce 2012 se město stalo součástí speciální průmyslové zóny Angren, kterou vyhlásil prezident Islam Karimov.
V březnu 2015 byl ve městě zbořen 10 metrů vysoký pomník sovětského vojáka, který byl vztyčen v roce 1967. Na pomníku byl nápis „Věčná sláva vojákům Angrenu, kteří padli v bojích za nezávislost naší vlasti“. Podle úřadů byl pomník demontován kvůli žalostnému stavu a v souladu s plány na rekonstrukci města. Demolice pomníku vyvolala v Rusku nespokojenost, protože pomník byl demontován jen krátce před oslavami 70. výročí vítězství ve druhé světové válce.
Na počátku 20. let 21. století je Angren chudým a depresivním městem, které se vzpamatovává z úpadku v 90. letech. Z výškových budov zůstaly jen torza kdysi obývaných domů. I když zde žije pouhých 5 500 Rusů, přesto město zůstává rusky mluvícím městem.

## Geografie
Angren se nachází v pravobřežní části údolí řeky Angren mezi Čatkalským hřbetem a Kuraminským hřbetem.
Městem prochází dálnice Taškent–Kokand a železniční trať Angren–Pap spojující tři uzbecké regiony ve Ferganském údolí se zbytkem Uzbekistánu.

## Ekonomika
Angren je centrem uzbeckého uhelného průmyslu, těží se zde hnědé uhlí (povrchové doly) a také další cenné nerosty: kaolin, vápenec a křemenný písek. Je zde tepelná elektrárna, cementárna, výrobějí se zde prefabrikáty a pneumatiky.

## Populace
Před rozpadem Sovětského svazu měl Angren významnou ruskou menšinu, která po roce 1991 město opustila. Kromě Rusů ve městě žila také významná německá a tatarská menšina. V roce 2021 zde žilo cca 180 tisíc obyvatel, většinou Uzbeků. Žije zde také tádžická menšina.

## Galerie

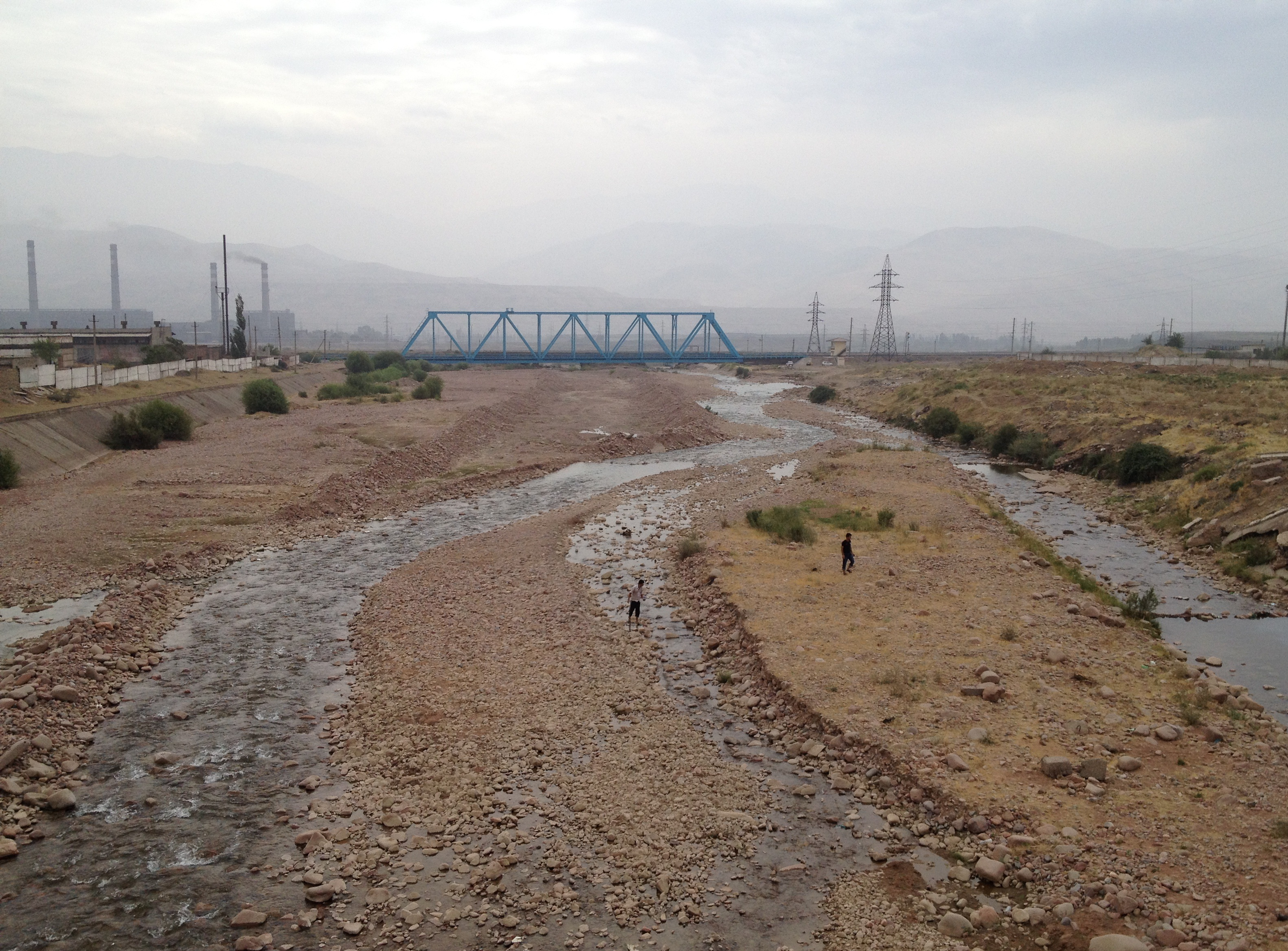
Železniční most přes řeku Dukentsaj v Angrenu (rok 2014)
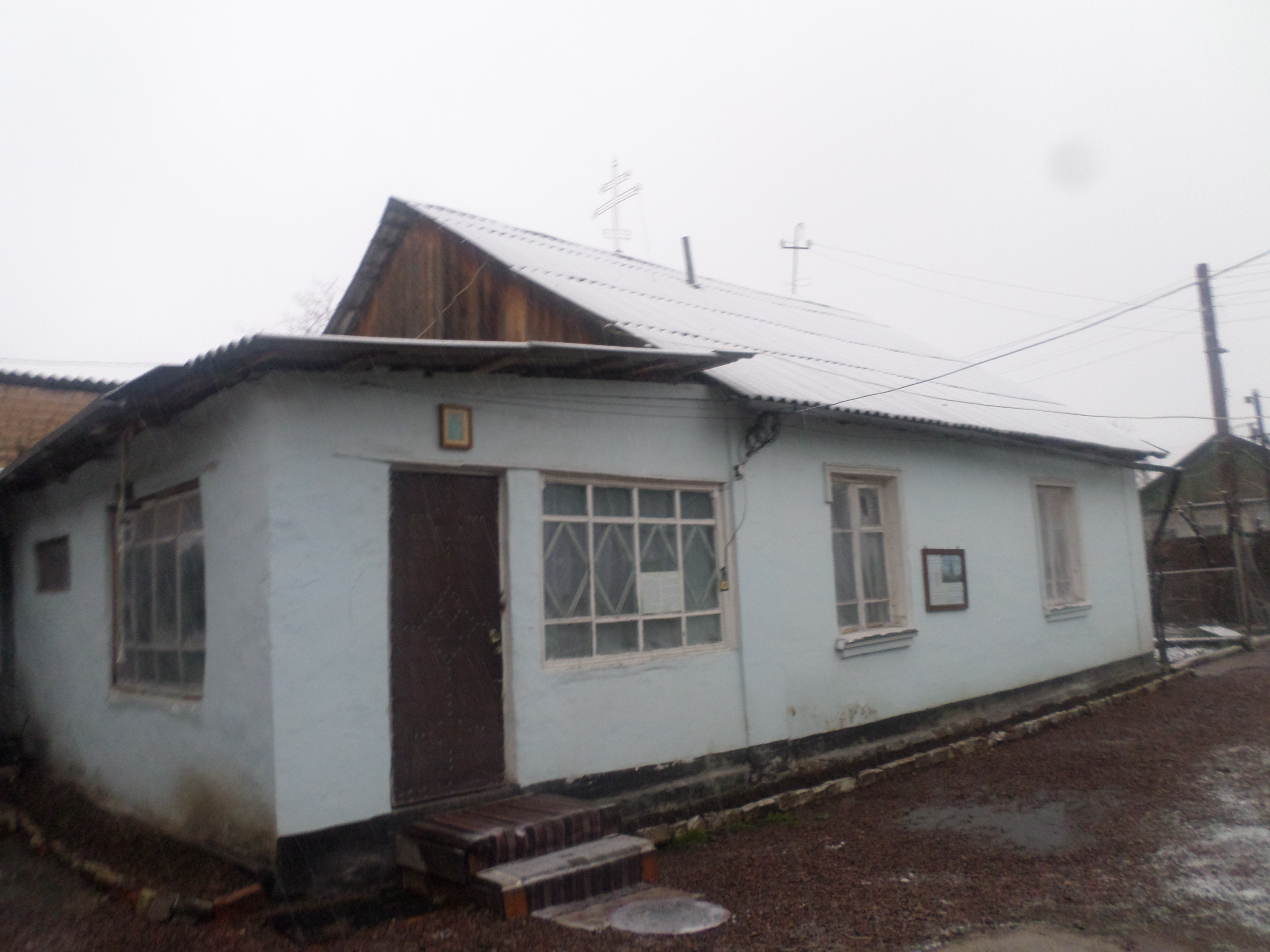
Pravoslavná modlitebna v Angrenu (rok 2015)
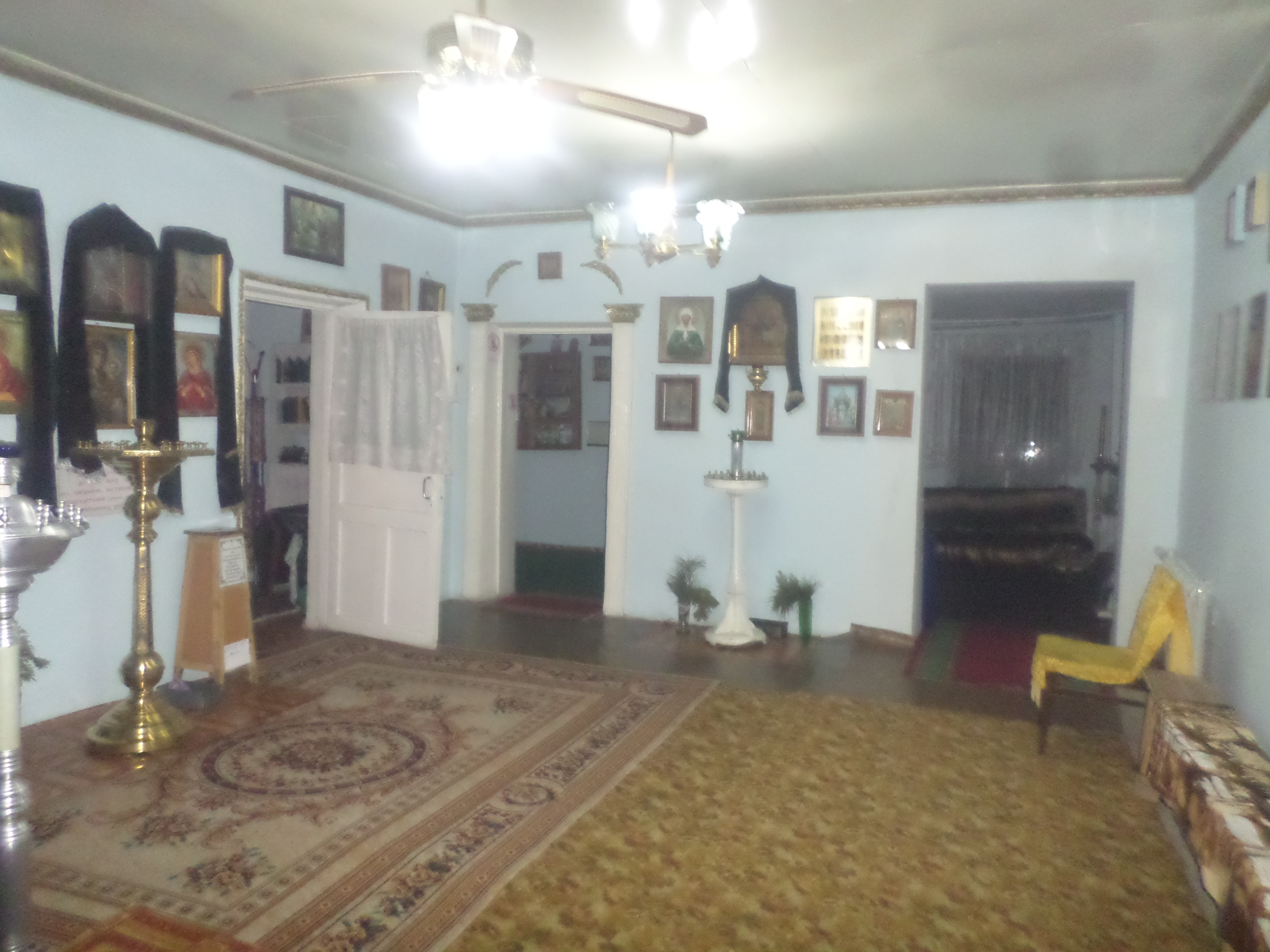
Vnitřek pravoslavné modlitebny v Angrenu